# دنیس دمیاننکو
دنیس دمیاننکو (اوکراینی: Денис Анатолійович Дем'яненко؛ زادهٔ ۵ ژوئیهٔ ۲۰۰۰) بازیکن فوتبال اهل اوکراین است.